# River Beane
River Beane är ett vattendrag i Storbritannien.   Det ligger i riksdelen England, i den sydöstra delen av landet, 30 km norr om huvudstaden London.